# Mulitefala
Mulitefala ist eine kleine Riffinsel im nördlichen Riffsaum des Atolls Funafuti, Tuvalu.

## Geographie
Die Insel liegt nördlich von Amatuku. Auf der Insel befindet sich noch ein ehemaliges Treibstofflager der Amerikaner aus dem Zweiten Weltkrieg.